# 12632 Mignonette
12632 Mignonette eller 3105 T-1 är en asteroid i huvudbältet som upptäcktes den 26 mars 1971 av den nederländsk-amerikanske astronomen Tom Gehrels och det nederländska astronomparet Ingrid van Houten-Groeneveld och Cornelis Johannes van Houten vid Palomarobservatoriet. Den är uppkallad efter Mignonette Saavedra.
Asteroiden har en diameter på ungefär 6 kilometer och den tillhör asteroidgruppen Nysa.